# Đống Đa

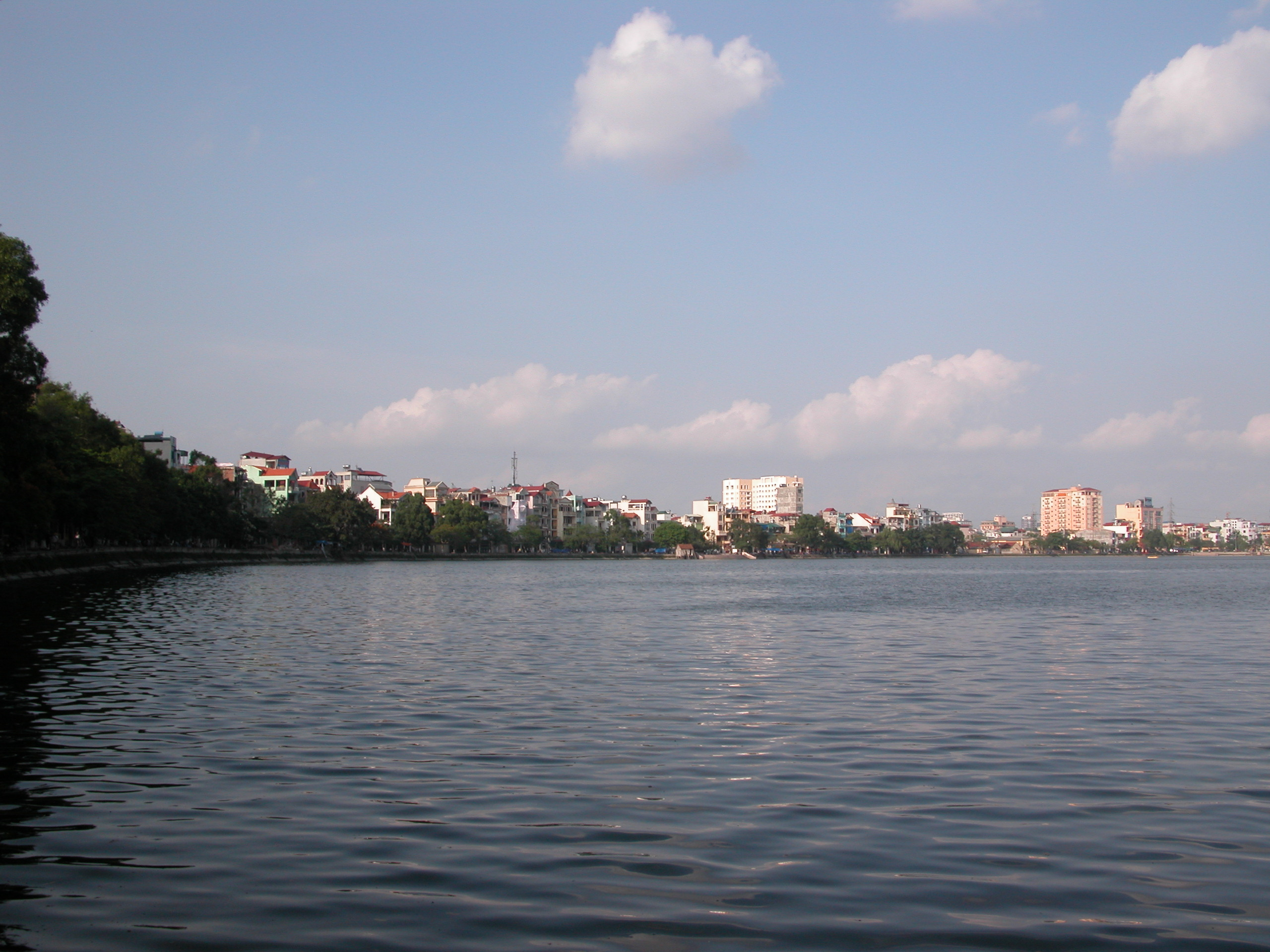
Đống Đa

Đống Đa är ett distrikt i Hanoi som ligger väster om distriktet Hoan Kiem. 1789 besegrades en 200 000 man stark kinesisk armé och liken efter slaget lades i stora högar. En av dessa högar finns ännu kvar tillsammans med en staty och en stenrelief som skildrar slaget. Flera sjukhus, bland annat Bach Mai-sjukhuset, ligger i sydöstra delen av området.